# والتر کانلی
والتر کانلی (انگلیسی: Walter Connolly; ‏ ۸ آوریل ۱۸۸۷ – ۲۸ مهٔ ۱۹۴۰) یک هنرپیشه اهل ایالات متحده آمریکا بود.

## مرگ
کانلی  در بورلی هیلز بر اثر سکته مغزی درگذشت.

## گزیده فیلمشناسی
- خانمی برای یک روز (۱۹۳۳)
- در یک شب اتفاق افتاد (۱۹۳۴)
- توئنتی‌اث سنچری (۱۹۳۴)
- برادوی بیل (۱۹۳۴)
- بانوی برچسب‌خورده (۱۹۳۶)
- خاک خوب (فیلم) (۱۹۳۷)
- بانوی اول (فیلم) (۱۹۳۷)
- ماجراهای هاکلبری فین (فیلم ۱۹۳۹) (۱۹۳۹)
- دختر خیابان پنجم (۱۹۳۹)
- ویکتور هربرت بزرگ (۱۹۳۹)